# Hybosorus illigeri
Hybosorus illigeri is een keversoort uit de familie Hybosoridae. De wetenschappelijke naam van de soort is voor het eerst geldig gepubliceerd in 1853 door Reiche.